# Varencya variipennis
Varencya variipennis är en skalbaggsart som beskrevs av Blanchard 1851. Varencya variipennis ingår i släktet Varencya och familjen Melolonthidae. Inga underarter finns listade i Catalogue of Life.